# Mikael Olander (bildproducent)
Mikael Bengt Olander, född 1 april 1973 i Järfälla församling i Stockholms län, är en svensk fotograf samt bildproducent anställd på Sveriges Television. 
Han har bland annat bildproducerat Grammisgalan 2014, Melodifestivalen 2012–2013, Allsång på Skansen 2012–2013 och 2015, Konsert med Håkan Hellström på Skansen 2013, Tolvslaget 2012–2015, Nobelprisutdelningen 2012–2015, Hungerhjälpen 2013, Victoriadagen 2013, Kungen 40 år på tronen 2013, Konsert med Tomas Ledin på Skansen 2012, Moraeus med mera 2011–2012, Aktuellt, Rapport och Gomorron Sverige.
Han har även arbetat som b- & c-foto på SVT Drama (bland annat med Bekännelsen och Julens Hjältar) och han var med och bildproducerade första året av Big Brother.